# Matteo Franzoni
Matteo Franzoni (ur. 1682, zm. 1767) – genueński polityk. Jego kuzynem był włoski pisarz i duchowny Paolo Gerolamo Franzoni (1708-1778).
Od 22 września 1758 do 2 sierpnia 1760 roku Matteo Franzoni był dożą Republiki Genui.